# Доходные дома К. М. Соколовского
Доходные дома К. М. Соколовского — памятник архитектуры. Расположены в Петроградском районе Санкт-Петербурга, современный адрес — Большой проспект Петроградской стороны, 79, Петропавловская улица, 4.
Оба здания построены в 1910—1911 годах С. С. Корвин-Круковским, лицевые корпуса зданий были шестиэтажными с мансардами, между ними стояли три дворовых флигеля.
Одно из зданий стоит на изломе Большого проспекта. Средняя часть на изгибе трассы заглублена, у дома большие фигурные щипцы (раньше они скрывали торцы мансард), тонкие вытянутые пилястры. Гранёные и скруглённые эркеры здания асимметричны, чередуются широкие и плотно стоящие узкие окна. Нижний этаж облицован серым гранитом. Построенное здание отличается от спроектированного: щипцы сделаны вместо уступчатых аттиков, стал иным рисунок деталей. Дом был расселён в 1980-х годах, в 2003 году при реконструкции были разобраны мансарды и средний дворовый флигель, изменён цвет здания (до этого эркеры были светлыми на тёмном фоне).